# Ельняки (Поставский район)
Ельняки (белор. Ельнякi) — деревня в Новосёлковском сельсовете Поставского района Витебской области Белоруссии. Население — 2 человека (2019).

## География
Деревня расположена в 15 км от города Поставы и в 6 км от центра сельсовета.

## История
В начале ХХ ст. — в Лучайской волости Вилейского уезда Виленской губернии.
В 1905 году- застенок Клейгельса, 18 жителей и 187 десятин земли.
В результате советско-польской войны 1919—1921 гг. деревня оказалась в составе Срединной Литвы.
С 1922 года — в составе Виленского воеводства Польши (II Речь Посполитая).
В сентябре 1939 года деревня была присоединена к БССР силами Белорусского фронта РККА.
С 15 января 1940 года — в Новосёлковском сельсовете Поставского района. Вилейской области БССР.
В 1941 году — 15 дворов, 15 жителей.
На 30.12.1951 года — 17 хозяйств.
С 16 июля 1954 года — в Юньковском сельсовете.
В 1963 году — 10 дворов, 33 жителя.
С 27 сентября 1991 года — в Лукашовском сельсовете.
С 24 августа 1992 года — в Новосёлковском сельсовете.
В 2001 году — 7 дворов, 9 жителей, в колхозе имени Суворова.